# Втрати центру спеціального призначення «Сенеж»
У статті наведено подробиці поіменних втрат центру спеціального призначення «Сенеж» Збройних сил РФ у різних військових конфліктах.

## Друга російсько-чеченська війна
| п/п | Прізвище, ім'я, по-батькові                              | Звання    | Дата народження | Дата смерті | Місце смерті |
| --- | -------------------------------------------------------- | --------- | --------------- | ----------- | ------------ |
| 1.  | Іванов Зуріко Аміранович (рос. Иванов Зурико Амиранович) | полковник | 08.01.1955      | 04.10.1999  |              |

## Громадянська війна в Сирії
| п/п | Прізвище, ім'я, по-батькові                                            | Звання              | Дата народження | Дата смерті | Місце смерті | Примітки        |
| --- | ---------------------------------------------------------------------- | ------------------- | --------------- | ----------- | ------------ | --------------- |
| 1.  | Журавльов Федір Володимирович (рос. Журавлёв Фёдор Владимирович)       | капітан             | 11.09.1988      | 19.11.2015  |              |                 |
| 2.  | Сороченко Максим Олександрович (рос. Сороченко Максим Александрович)   | капітан             | 17.02.1984      | 19.11.2015  |              |                 |
| 3.  | Архірєєв Олег Ігорович (рос. Архиреев Олег Игоревич)                   | капітан             | 24.01.1988      | 09.06.2016  |              |                 |
| 4.  | Пєчальнов Сергій Олександрович (рос. Печальнов Сергей Александрович)   | капітан (посмертно) | 16.03.1988      | 14.06.2016  |              |                 |
| 5.  | Гойняк Олексій Миколайович (рос. Гойняк Алексей Николаевич)            | майор               | 28.04.1984      | 19.09.2017  |              |                 |
| 6.  | Мельянцев Ігор Євгенович (рос. Мельянцев Игорь Евгеньевич)             | полковник           | 15.12.1964      | 13.05.2018  |              | Небойова втрата |
| 7.  | Тарасюк Олександр Олександрович (рос. Тарасюк Александр Александрович) | капітан 2-го рангу  | 11.05.1982      | 13.11.2020  |              |                 |

## Російсько-українська війна
| п/п | Прізвище, ім'я, по-батькові                                              | Звання              | Дата народження | Дата смерті | Місце смерті                 |
| --- | ------------------------------------------------------------------------ | ------------------- | --------------- | ----------- | ---------------------------- |
| 1.  | Суслов Сергій Борисович (рос. Суслов Сергей Борисович)                   | капітан             | 22.06.1981      | 14.06.2014  | Слов'янськ                   |
| 2.  | Кононов Олександр Іванович (рос. Кононов Александр Иванович)             | підполковник        | 17.05.1978      | 12.08.2014  | Донбас                       |
| 3.  | Жаров Олександр Олександрович (рос. Жаров Александр Александрович)       | капітан (посмертно) | 10.03.1988      | 12.08.2014  | Донбас                       |
| 4.  | Юров Дмитро Анатолійович (рос. Дмитриев Артем)                           | капітан             | 20.12.1991      | 20.06.2022  |                              |
| 5.  | Ржавін Сергій Валерійович (рос. Ржавин Сергей Валерьевич)                | майор               | 07.01.1990      | 08.07.2022  |                              |
| 6.  | Дмітрієв Артем (рос. Дмитриев Артем)                                     | старший лейтенант   |                 | 15.07.2022  |                              |
| 7.  | Алхімов Віктор Ігорович (рос. Алхимов Виктор Игоревич)                   | майор               | 03.10.1989      | 30.07.2022  |                              |
| 8.  | Штепа Павло Васильович (рос. Штепа Павел Васильевич)                     | майор               | 08.08.1989      | 04.08.2022  |                              |
| 9.  | Ловцев Дмитро Валерійович (рос. Ловцев Дмитрий Валерьевич)               | майор               | 23.11.1988      | 04.08.2022  |                              |
| 10. | Асєєв Микола Вікторович (рос. Асеев Николай Викторович)                  | майор               | 02.08.1987      | 04.08.2022  |                              |
| 11. | Заднепровський Сергій Сергійович (рос. Заднепровский Сергей Сергеевич)   | капітан             | 22.01.1992      | 04.08.2022  |                              |
| 12. | Цепуша Андрій Георгійович (рос. Цэпуша Андрей Георгиевич)                | старший лейтенант   | 10.12.1990      | 04.08.2022  |                              |
| 13. | Міхеєв Борис Володимирович (рос. Михеев Борис Владимирович)              | підполковник        | 26.12.1985      | 04.08.2022  |                              |
| 14. | Барахтенко Володимир Сергійович (рос. Барахтенко Владимир Сергеевич)     | майор               | 06.12.1989      | 07.11.2022  | Харківська область           |
| 15. | Грузінцев Афанасій Андрійович (рос. Грузинцев Афанасий Андреевич)        | старший лейтенант   | 12.11.1995      | 18.03.2023  |                              |
| 16. | Комаров Микола Валерійович (рос. Комаров Николай Валерьевич)             | підполковник        | 04.05.1975      | 29.07.2023  |                              |
| 17. | Васюков Андрій Юрійович (рос. Васюков Андрей Юрьевич)                    | майор               |                 | 11.05.2024  | Донецьк, ресторан «Paradise» |
| 18. | Здаранков Олексій Юрійович (рос. Здаранков Алексей Юрьевич)              | капітан             |                 | 11.05.2024  | Донецьк, ресторан «Paradise» |
| 19. | Афанасьєв Іван Андрійович (рос. Афанасьев Иван Андреевич)                | майор               | 25.06.1990      | 02.07.2024  | Чернігівська область         |
| 20. | Асанов Михайло Олександрович (рос. Асанов Михаил Александрович)          | майор               | 07.07.1989      | 28.07.2024  | Мхи, Чернігівська область    |
| 21. | Головченко Валерій Олександрович (рос. Головченко Валерий Александрович) | старший лейтенант   |                 | 28.07.2024  | Мхи, Чернігівська область    |
| 22. | Ларіонов В'ячеслав Андрійович (рос. Ларионов Вячеслав Андреевич)         | капітан             |                 | 28.07.2024  | Мхи, Чернігівська область    |
| 23. | Поспєлов Андрій Іванович (рос. Поспелов Андрей Иванович)                 | майор               |                 | 28.07.2024  | Мхи, Чернігівська область    |
| 24. | Солдаткін віктор Юрійович (рос. Солдаткин Виктор Юрьевич)                | капітан             |                 | 28.07.2024  | Мхи, Чернігівська область    |